# Cold (Cold)
Cold è l'album di debutto dei Cold, pubblicato il 2 giugno 1998.

## Tracce
1. Go Away – 4:45
2. Give – 3:50
3. Ugly – 4:15
4. Everyone Dies – 3:17
5. Strip Her Down – 6:13
6. Insane – 5:41
7. Goodbye Cruel World – 3:32
8. Serial Killer – 5:34
9. Superstar – 4:16
10. The Switch – 4:05
11. Makes Her Sick – 3:58

## Formazione
- Scooter Ward - voce, chitarra, pianoforte, tastiere
- Kelly Hayes - chitarra
- Jeremy Marshall - basso
- Sam McCandless - batteria

### Altri musicisti
- Fred Durst - voce aggiunta
- Ross Robinson - voce aggiunta
- Chuck Johnson - voce aggiunta
- Krystal Atkins - voce femminile di "Strip Her Down"